# Frontiers in Endocrinology
Frontiers in Endocrinology (Front. endocrinol. o fendo), Fronteras en endocrinología publica investigaciones revisadas por pares desde el nivel de la comunicación molecular y celular, hasta la atención clínica.
La filosofía de la publicación es que toda investigación es producto de una inversión de la sociedad y por tanto sus frutos deben ser devueltos a todas las personas, sin fronteras ni discriminaciones, sirviendo a la sociedad.

Frontiers in Endocrinology es publicada por la editorial Frontiers, desde septiembre de 2010.

## Indexación
Frontiers in Endocrinology está indexada en: PubMed, MEDLINE, PubMed Central (PMC), Scopus, Web of Science Science Citation Index Expanded (SCIE), Google Scholar, DOAJ, CrossRef, Chemical Abstracts Service (CAS), Embase, Semantic Scholar, Ulrich's Periodicals Directory, CLOCKSS, EBSCO, OpenAIRE, Zetoc.
El editor jefe de campo es Jeff MP Holly, de la Universidad de Bristol, y cuenta con un  consejo editorial internacional.

## Secciones de Especialidad
Frontiers in Endocrinology está compuesto por las siguientes «Secciones de Especialidad»:
- Endocrinología suprarrenal en Adrenal Endocrinology
- Investigación ósea en Bone Research
- Endocrinología del cáncer en Cancer Endocrinology
- Endocrinología Cardiovascular en Cardiovascular Endocrinology
- Endocrinología Celular en Cellular Endocrinology
- Diabetes clínica en Clinical Diabetes
- Endocrinología del desarrollo en Developmental Endocrinology
- Diabetes: mecanismos moleculares en Diabetes: Molecular Mechanisms
- Endocrinología del envejecimiento en Endocrinology of Aging
- Endocrinología Experimental en Experimental Endocrinology
- Endocrinología intestinal en Gut Endocrinology
- Endocrinología Molecular y Estructural en Molecular and Structural Endocrinology
- Ciencia neuroendocrina en Neuroendocrine Science
- Obesidad en Obesity
- Endocrinología Pediátrica en Pediatric Endocrinology
- Endocrinología pituitaria en Pituitary Endocrinology
- Endocrinología renal en Renal Endocrinology
- Reproducción en Reproduction
- Endocrinología de Sistemas en Systems Endocrinology
- Endocrinología de la tiroides en Thyroid Endocrinology
- Endocrinología Traslacional en Translational Endocrinology[4]

El «Factor de impacto» es 6.055.

## Métricas de revista
2023
- Web of Science Group : 5.555
- Índice h de Google Scholar: 83
- Scopus: 5.364